# Route nationale 162
Die Route nationale 162, kurz RN162 oder N162, wurde 1824 mit zwei Teilstücken zwischen Angers und Caen festgelegt. Sie geht auf die Route impériale 182 zurück. 1949 bekam die N12, welche die beiden Teilstücke unterbrach, eine neue Führung und dieses Stück wurde der N162 zugewiesen, sodass sie nunmehr unterbrechungslos war. Ihre Länge betrug dadurch 216,5 Kilometer. 1973 wurde der Abschnitt zwischen Mayenne und Caen abgestuft. 2006 erfolgte eine weitere Verkürzung, wobei der abgestufte Abschnitt Teil der Départementschnellstraße (D775) zwischen Rennes und Angers wird.

## N162a
Die N162A war von 1938 bis 1978 ein Seitenast der N162, der in Angers durch eine Streckenverlegung der N162 entstand. Er wurde dann in die neue Führung der N160 integriert. 2006 erfolgte die Abgestufung der Straße.

## Streckenverlauf
| Position | höchste zulässige Gesamtgeschwindigkeit | Fahrbahnen | km | Typ                          | Abschnitt                       | Breitengrad | Längengrad |
| -------- | --------------------------------------- | ---------- | -- | ---------------------------- | ------------------------------- | ----------- | ---------- |
| 1        | 110                                     | 2          |    | Beginn an Straße             |                                 | 47.9205     | −0.6902    |
| 2        | 110                                     | 2          |    | Vollständige Anschlussstelle | 'Villiers-Charlemagne           | 47.9207     | −0.6902    |
| 3        | 110                                     | 2          |    | Ende an Straße               |                                 | 47.9395     | −0.6964    |
| 4        | 110                                     | 2          |    | Beginn an Straße             | Entrammes                       | 47.9966     | −0.7208    |
| 5        | 110                                     | 2          |    | Vollständige Anschlußstell   | Entrammes                       | 48.0022     | −0.7244    |
| 6        | 110                                     | 2          |    | Ende an Kreisverkehr         |                                 | 48.0149     | −0.7299    |
| 7        | 110                                     | 2          |    | Beginn an Kreisverkehr       | Rocade de Laval (nordwest)      | 48.0725     | −0.7303    |
| 8        | 110                                     | 2          |    | Kreisverkehr                 | Rocade de Laval (nordwest)      | 48.0875     | −0.7380    |
| 9        | 110                                     | 2          |    | Kreisverkehr                 | D900 (Rocade nord)-Laval        | 48.0915     | −0.7488    |
| 10       | 110                                     | 2          |    | Vollständige Anschlussstelle | Changé                          | 48.0990     | −0.7471    |
| 11       | 110                                     | 2          |    | Kreuzung ohne Anschluss      | A 81                            | 48.1075     | −0.7437    |
| 12       | 110                                     | 2          |    | Vollständige Anschlussstelle | A 81 Louvernésud                | 48.1097     | −0.7395    |
| 13       | 110                                     | 2          |    | Vollständige Anschlussstelle | Louverné (nord)                 | 48.1300     | −0.7160    |
| 14       | 110                                     | 2          |    | Teil-Anschlußstelle          | Montflours-Montsûrs             | 48.1542     | −0.6893    |
| 15       | 110                                     | 2          |    | Teil-Anschlußstelle          | Sacé                            | 48.1735     | −0.6804    |
| 16       | 110                                     | 2          |    | Ende an Straße               |                                 | 48.1735     | −0.6804    |
| 17       | 110                                     | 2          | 59 | Beginn an Straße             | Commer                          | 48.2380     | −0.6504    |
| 18       | 110                                     | 2          | 60 | Rastplatzö                   | aire des Chevries               | 48.2448     | −0.6429    |
| 19       | 110                                     | 2          | 63 |                              | Moulay-La Garde                 | 48.2624     | −0.6287    |
| 20       | 90                                      | 1          |    |                              | l Aron                          | 48.2684     | −0.6228    |
| 21       | 90                                      | 2 (1)      |    |                              | Département Mayenne (süd)       | 48.2835     | −0.6157    |
| 22       | 90                                      | 1          |    |                              | Département Mayenne (ost)- Aron | 48.2994     | −0.5895    |